# Moulin à vent de Craca
Le moulin à vent de Craca est un édifice situé à Plouézec, en France.

## Localisation
Le moulin est situé sur le territoire de la commune de Plouézec, dans le département des Côtes-d'Armor en région Bretagne.
Il se trouve au nord du département et au nord du bourg de Plouézec, sur le littoral et le long du sentier de grande randonnée 34 (GR 34).

## Description
Le moulin se présente sous la forme d'une tour construite en schiste, communément appelé pierre de Craca, légèrement talutée à la base, pourvue d'un étage à surcroît en léger ressaut. Porte datée 1844 composée d'un linteau surmonté d'un arc de décharge. Charpente mobile bois sur bois (chêne) couverte de bardeaux de châtaignier cru. Vestiges de chemin de meunier se présentant sous la forme de pierres disposées autour de l'édifice, dont la fonction était de fournir au meunier des points d'appui pour orienter le toit face au vent à l'aide de la queue. Le moulin utilisait le système des toiles tendues sur châssis pour la rotation des ailes.

## Historique
Moulin à vent construit en 1844. Abandonné en 1928, il était en ruine en 1976. Acheté par la commune en 1993, il a fait l'objet d'une restauration à l'identique par Jean Peillet (amoulageur). Par sa situation en bord de mer, il a longtemps servi d'amer pour les navigateurs dans la baie de Paimpol et figure à ce titre sur les cartes marines. Après être tombé en désuétude, le moulin a été restauré et il contient maintenant pleinement opérationnel, avec des répliques fonctionnelles des machines.
Il est inscrit à l'inventaire général du patrimoine culturel.

## Tourisme
Il est très populaire parmi les habitants et les touristes en raison de son emplacement au sommet d'une falaise surplombant le Port Lazo.
Chaque année en août, le comité de jumelage Ballinamore (en)-Plouézec organise Noz ar Vilin (« la Nuit du moulin »), un fest-noz autour du moulin. On y trouve une sélection de musique bretonne et irlandaise, de la danse, ainsi que des plats locaux et des boissons. Parmi ces spécialités : moules-frites, crêpes, galettes, cidre breton et chouchen.

## Galerie

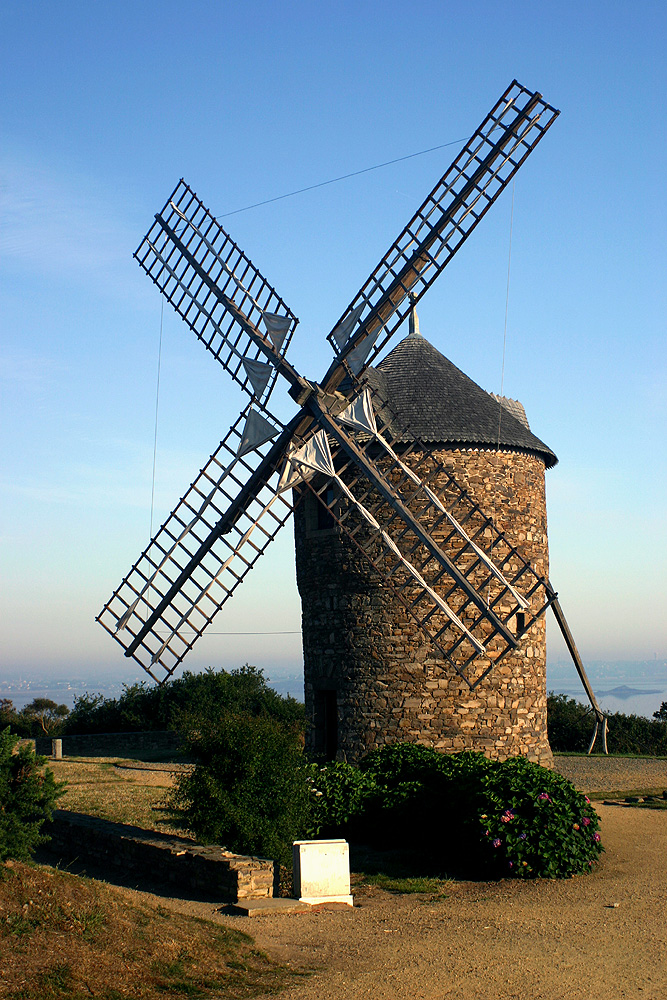
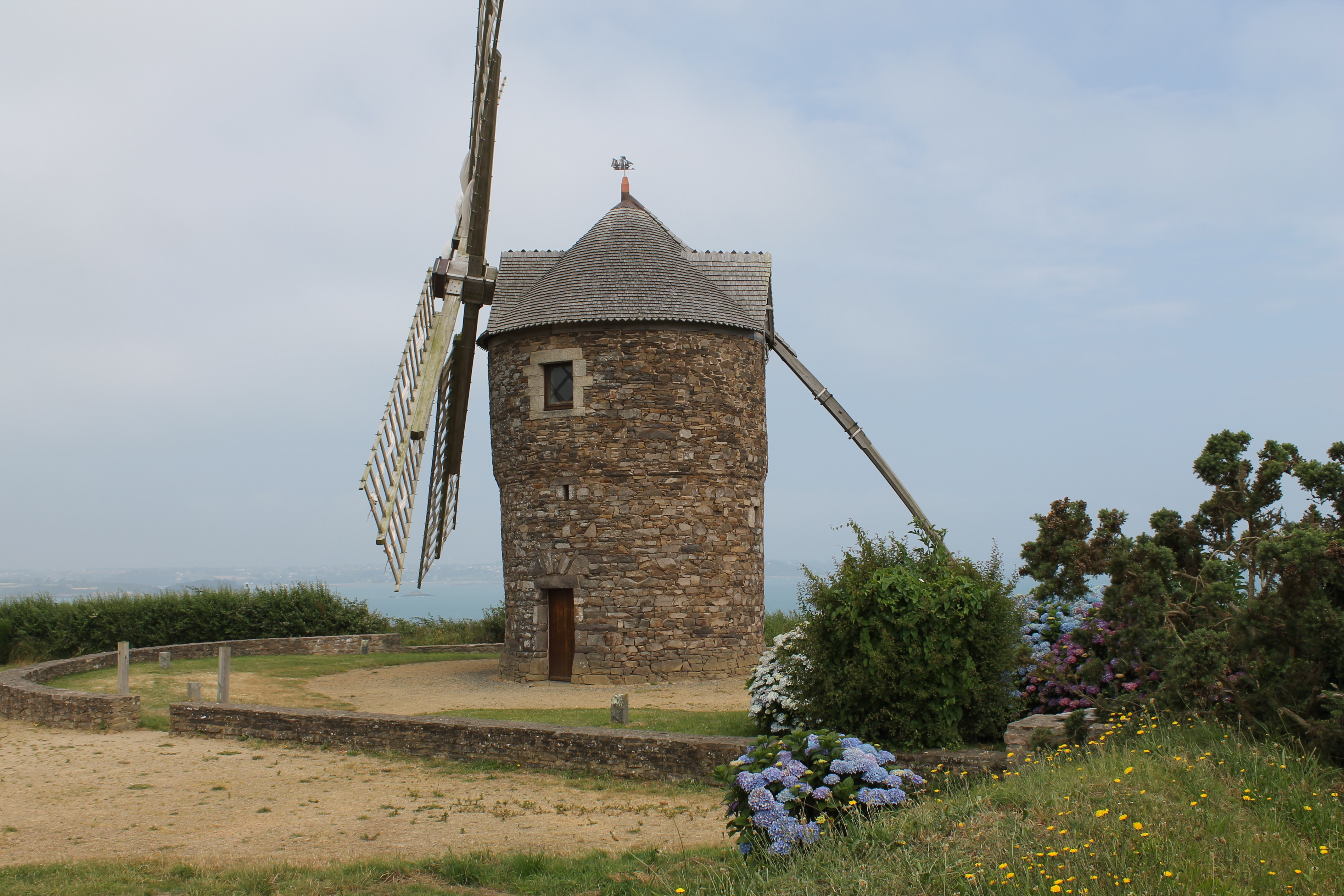
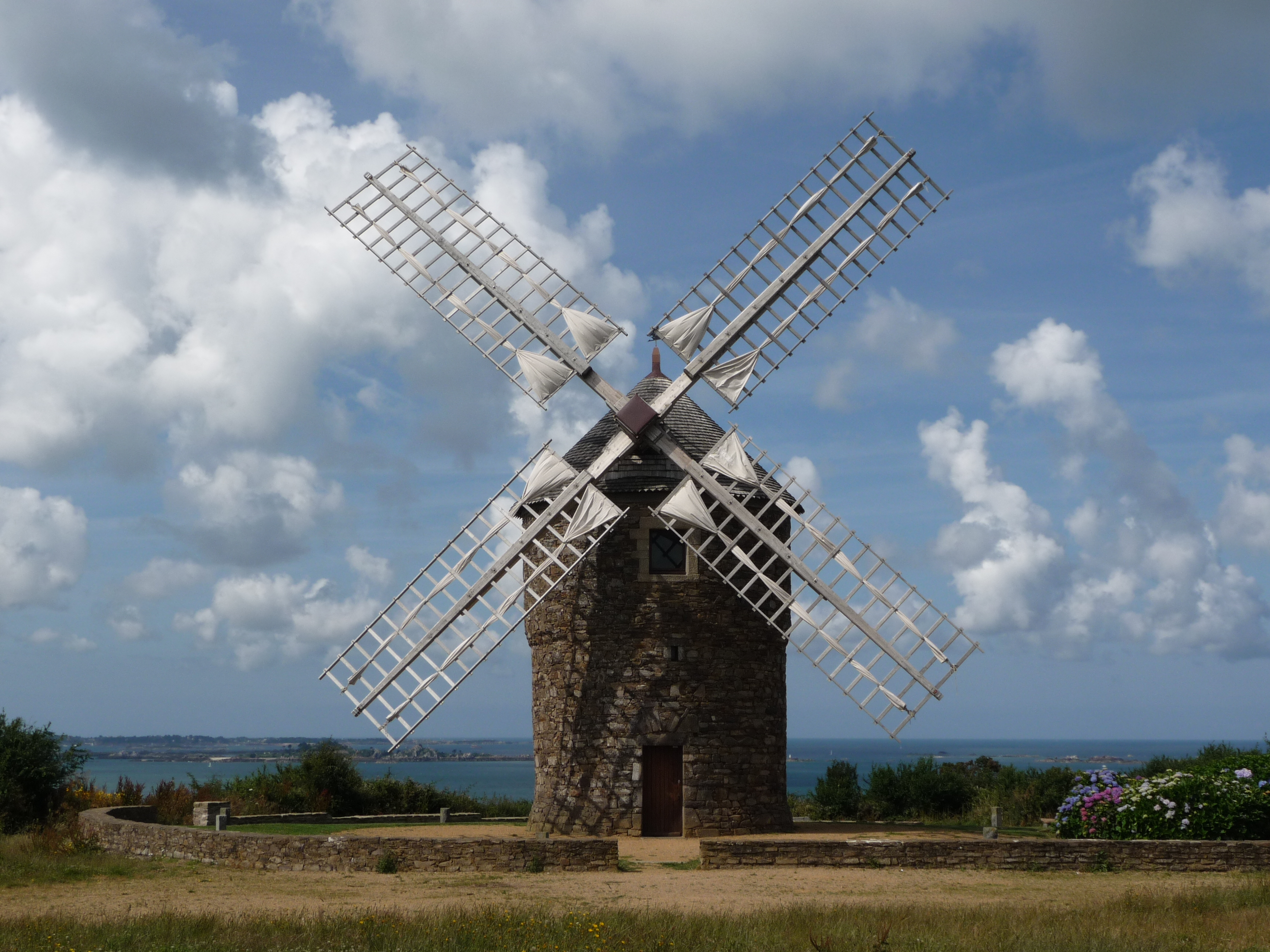
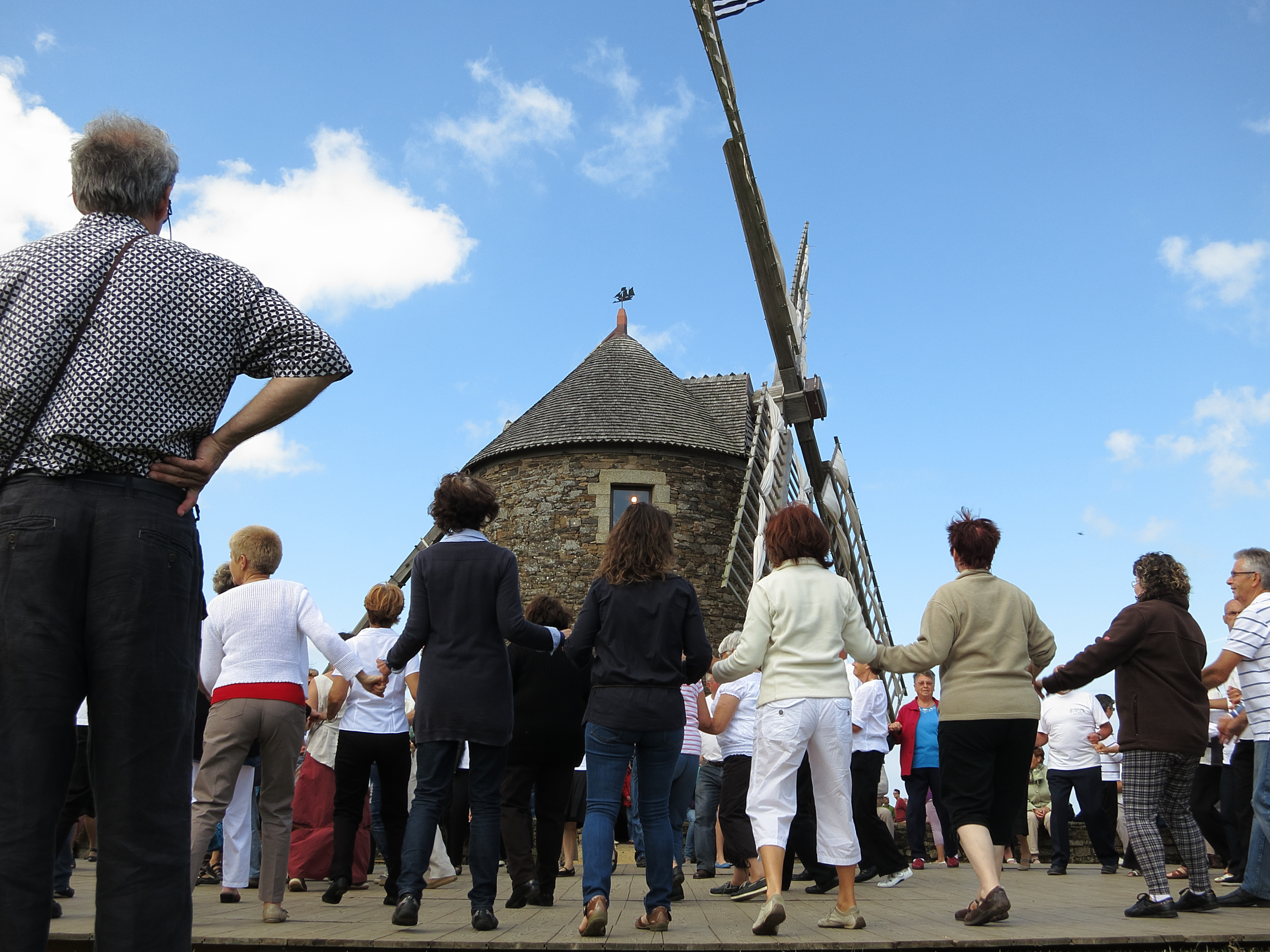
Fest-noz.